# 祖国防衛国民評議会
祖国防衛国民評議会（そこくぼうえいこくみんひょうぎかい、フランス語: Conseil national pour la sauvegarde de la patrie）は、2023年ニジェールクーデターを起こし、モハメド・バズム政権を打倒した軍事政権。
2023年7月26日の夜、ニジェール空軍少佐であったアマドゥ・アブドラマネは国営テレビチャンネルのテレ・サヘルで、首都ニアメの公邸で大統領警備隊に拘束されていたモハメド・バズム大統領が権力から外され、軍事政権の結成を発表した。ニジェール憲法の解散、全ての国家機関の停止、国境の閉鎖、現地時間22:00から05:00までの全国的な夜間外出禁止令を発表し、外国の介入に対して警告した。。7月27日、アブドラマネ大佐はテレビで、国内の政党によるすべての活動は命令を下すまで禁じると発表。
7月28日、大統領警備隊のアブドゥラハマネ・チアニ司令官は、国営テレビの演説で評議会議長（事実上の元首）に就任すると自ら発表。チアニはクーデターが国の「漸進的で避けられない崩壊」を避けるために行われたと述べ、バズム大統領は国の厳しい現実を隠そうとしたと非難し、死者、避難、屈辱と欲求不満の山が積み重なったと伝えたい。チアニは政府の安全保障戦略の非効率性を批判したが、民政復帰の時期については言及しなかった。8月10日、軍事政権は民間人首相のアリ・ラミネ・ゼイン率いる内閣を任命した。
2025年3月26日、チアニは民政復帰を目指す5年間を上限とした移行政権の大統領に就任した。

## 構成員
本評議会の構成員は以下の通りである。
1. アブドゥラハマネ・チアニ - 議長（准将）
2. サリフ・モディ（英語版） - 副議長
3. アブドゥ・シディコウ・イッサ（英語版）
4. ムーサ・サラウ・バルム（英語版）
5. アマドゥ・アブドラハマネ（英語版） - 報道官
6. モハメド・トゥンバ